# Outrage (droit)
 (signalé en août 2025).
Si vous disposez d'ouvrages ou d'articles de référence ou si vous connaissez des sites web de qualité traitant du thème abordé ici, merci de compléter l'article en donnant les références utiles à sa vérifiabilité et en les liant à la section « Notes et références ».
- Archive Wikiwix
- Bing
- Cairn
- DuckDuckGo
- E. Universalis
- Gallica
- Google
- G. Books
- G. News
- G. Scholar
- Persée
- Qwant
- (zh) Baidu
- (ru) Yandex
- (wd) trouver des œuvres sur Wikidata

Pour les articles homonymes, voir Outrage.
Un outrage est une injure ou une offense grave, réprimée dans de nombreuses législations. 

## Étymologie
Le terme est dérivé de outre qui vient du latin ultra signifiant au-delà de. Un outrage consiste à dépasser des limites envers une autre personne, alors que cette transgression est considérée comme très grave (par les mœurs, par la loi ou par la personne).

## Outrage en droit
- Outrage aux bonnes mœurs
- Outrage public à la pudeur
- Outrage au tribunal
- Outrage à agent public
- Outrage au drapeau

### En droit français
- Outrage à agent public en France
- Offense au chef de l'État
- Outrage aux symboles nationaux en France
- Outrage sexiste